# Tabaksgruis

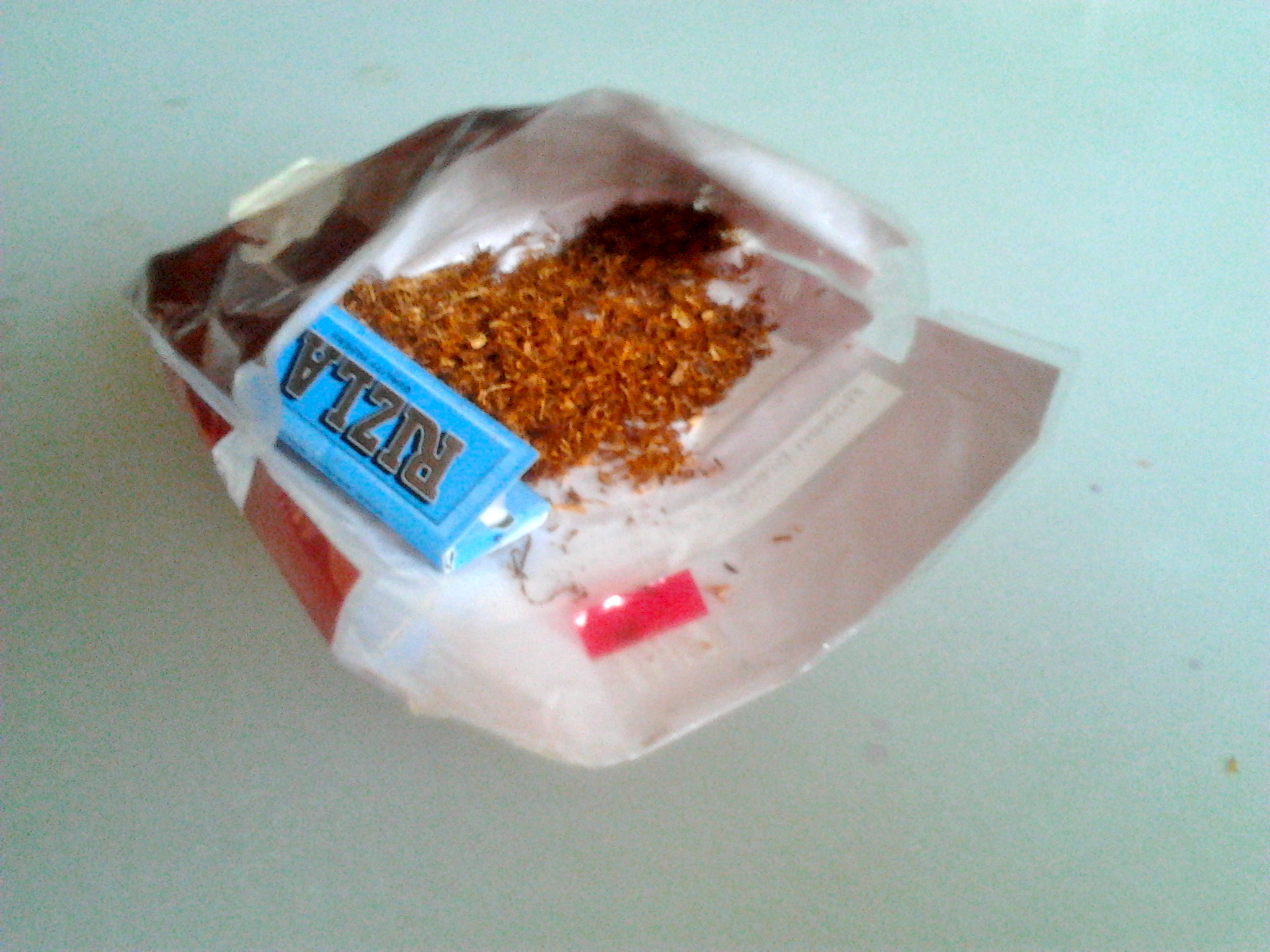
Tabaksgruis

Tabaksgruis is het laatste restje tabak dat overblijft in een bijna leeg pakje shag. Men noemt dit ook wel mot, kruim of kepsel. Daarvan is slechts met moeite een sigaret te draaien, omdat de kleine korreltjes en snippertjes weinig grip op elkaar hebben, dit in tegenstelling tot de normale shag die uit langere sliertjes bestaat.
Het roken ervan wordt door de meeste mensen niet als bijster aangenaam ervaren.